# Alessandro Luzzago
Alessandro Luzzago (říjen 1551, Brescia – 7. května 1602, Brescia) byl italský teolog, filozof a vzdělavatel. V současné době probíhá jeho proces blahořečení a náleží mu titul Ctihodný.

## Život
Narodil se v říjnu 1551 v Brescii jako syn Girolama a Paoly Peschiery. Od dětství byl vzdělaný a oddaný do praxe apoštolátu.
Od roku 1570 začal v jezuitském konventu studovat filosofii. V letech 1578–1582 s pomocí svatého kardinála Karla Boromejského se zúčastňoval kurzů teologie jezuitů v Miláně. Roku 1586 absolvoval Padovskou univerzitu.
Byl horlivý připojit se k Tovaryšstvu Ježíšovu ale ekonomické potíže rodiny mu v tom zabránily.
Roku 1595 byl jmenován správcem zastavárny a roku 1597 byl zvolen patronem Compagnia delle Dimesse di S. Orsola a dalších dvou charitativních organizací v Brescii. Reorganizoval a dal nový impuls k zřízení instituce, která byla založena po Tridentském koncilu: Školu křesťanského učení. Pro studenty založil kongregaci svaté Kateřiny Sienské. Dále založil kongregaci Ducha Svatého. Jeho charitativní charakter se objevil obzvláště když se roku 1584 stal součástí městské rady, kde byl schopný harmonizovat vládní struktury a orgány kanovníků.
Při jedné cestě do Říma se seznámil se svatým Filipem Nerim a poznával jeho způsob charity.
Zemřel 7. května 1602 v Brescii. Jeho tělo bylo pohřbeno v kostele svatého Barnabáše v jeho rodném městě. Roku 1878 byly jeho pozůstatky přeneseny do kostela Santa Maria della Pace, kde jsou dodnes.

## Proces svatořečení
Proces byl zahájen v 17. století v diecézi Brescia. Dne 2. července 1889 papež Lev XIII. uznal jeho hrdinské ctnosti a prohlásil jej Ctihodným.